# Kerzers
Kerzers (toponimo tedesco; in francese Chiètres) è un comune svizzero di 5 020 abitanti del Canton Friburgo, nel distretto di Lac.

## Monumenti e luoghi d'interesse

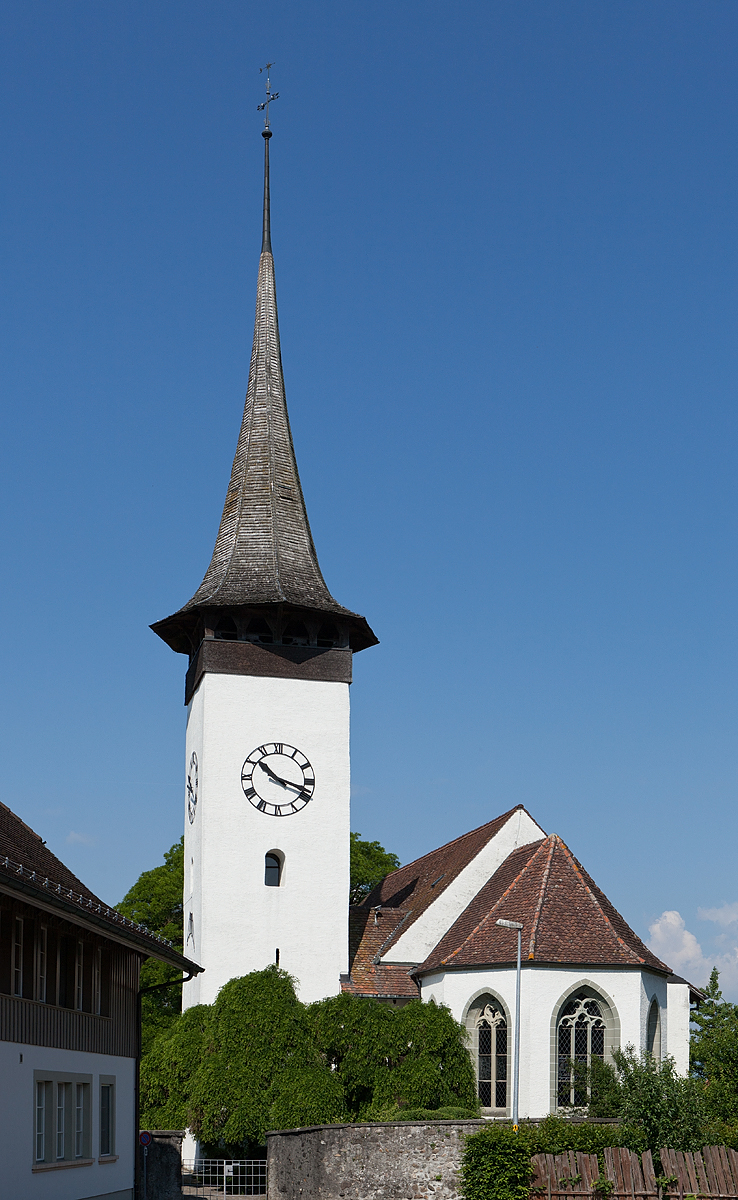
La chiesa riformata

- Chiesa riformata (già di San Martino), attestata dal 1156 e ricostruita nel 1477[1].

## Società

### Evoluzione demografica
L'evoluzione demografica è riportata nella seguente tabella:
Abitanti censiti

## Infrastrutture e trasporti

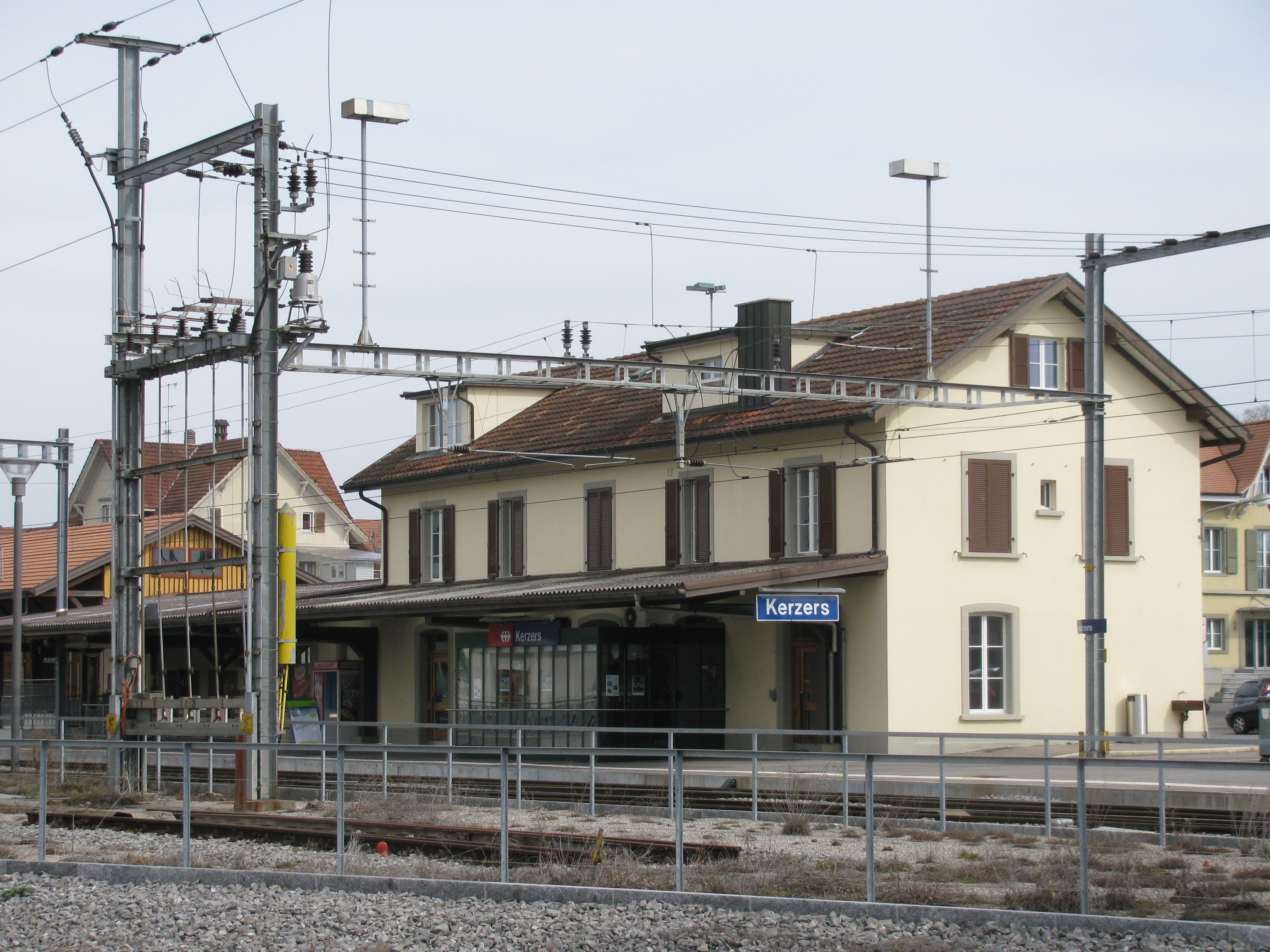
La stazione di Kerzers

Kerzers è servito dall'omonima stazione e da quella di Kerzers Papiliorama sulle ferrovie Berna-Neuchâtel e Palézieux-Lyss (linee S52 della rete celere di Berna e S9 della rete celere del Vaud).

## Amministrazione
Ogni famiglia originaria del luogo fa parte del comune patriziale che ha la responsabilità della manutenzione di ogni bene comune.